# Raúl Padilla
Raúl „Chóforo” Padilla, właściwie Felipe Raúl Padilla Inclán (ur. 2 maja 1940 w Monterrey, zm. 24 maja 2013 w Meksyku) – meksykański aktor filmowy.

## Filmografia
- 1992-1993: María Mercedes jako Argemiro "El Chupes" Camacho
- 1995-1996: Maria z przedmieścia jako Urbano
- 1997: Esmeralda jako Trolebús
- 1998: Paloma jako Libaldo
- 1999: Rosalinda jako Bonifacio
- 2005: Sueños y caramelos jako Don Gonzalo Gutiérrez

## Nagrody i nominacje
| Rok  | Nagroda            | Kategoria                       | Telenowela         | Rezultat  |
| ---- | ------------------ | ------------------------------- | ------------------ | --------- |
| 1993 | Premios TVyNovelas | Najlepszy aktor drugoplanowy    | María Mercedes     | Wygrana   |
| 2006 | Premios TVyNovelas | Najlepszy aktor pierwszoplanowy | Sueños y caramelos | Nominacja |